# Мишкины
Мишкины — деревня в Слободском районе Кировской области в составе Шестаковского сельского поселения.

## География
Находится на расстоянии примерно 14 км по прямой на север от районного центра города Слободской.

## История
Известна с 1678 года, когда здесь (тогда починок Степановской) учтено было 3 двора. В 1764 году в деревне Степановской отмечено было 37 жителей. В 1873 году в деревне (Степановская или Мишкины) учтено дворов 7 и жителей 59, в 1905 14 и 74, в 1926 24 и 107, в 1950 10 и 36, в 1989 оставалось 6 жителей. Нынешнее название окончательно установилось с 1939 года.

## Население
Постоянное население  составляло 11 человек (русские 100%) в 2002 году, 1 в 2010.